# Arlene Golonka
Arlene Leanore Golonka (Chicago, 23 gennaio 1936 – West Hollywood, 31 maggio 2021) è stata un'attrice statunitense.

## Filmografia parziale

### Cinema
- Harvey Middleman, Fireman, regia di Ernest Pintoff (1965)
- Penelope, la magnifica ladra (Penelope), regia di Arthur Hiller (1966)
- Un vestito per un cadavere (The Busy Body), regia di William Castle (1967)
- Tempo di terrore (Welcome to Hard Times), regia di Burt Kennedy (1967)
- Impiccalo più in alto (Hang 'Em High), regia di Ted Post (1968)
- Airport '77, regia di Jerry Jameson (1977)
- Una strana coppia di suoceri (The In-Laws), regia di Arthur Hiller (1979)
- Amore al primo morso (Love at First Bite), regia di Stan Dragoti (1979)
- L'ultima coppia sposata (The Last Married Couple in America), regia di Gilbert Cates (1980)
- Kiss Games (My Tutor), regia di George Bowers (1983)
- The End of Innocence, regia di Dyan Cannon (1990)
- A Family Affair, regia di Helen Lesnick (2001)

### Televisione
- ABC Stage 67 – serie TV, episodio 1x01 (1966)
- The Andy Griffith Show – serie TV, 2 episodi (1967)
- Una famiglia... si fa per dire (Accidental Family) – serie TV, episodio 1x16 (1968)
- Mayberry R.F.D. – serie TV, 49 episodi (1968-1971)
- Speed Buggy – serie TV, 16 episodi, voce (1973)
- Ascensore per una rapina (The Elevator) – film TV (1974)
- Joe & Valerie – serie TV, 4 episodi (1979)
- La signora in giallo (Murder, She Wrote) – serie TV, episodi 2x13 (1986)